# 제27회 홍콩 영화 금상장
제27회 홍콩 영화 금상장은 2008년 4월 13일에 열린 시상식이다.

## 수상 및 후보

### 작품상
- 명장 - 진가신 외 1명 수상
- 무간도 IV - 문도 - 이동승
- 이모의 포스터모던 라이프 - 허안화
- 매드 디텍티브 - 두기봉
- 천공의 눈 - 유내해

### 감독상
- 명장 - 진가신 수상
- 무간도 IV - 문도 - 이동승
- 이모의 포스터모던 라이프 - 허안화
- 매드 디텍티브 - 두기봉
- 천공의 눈 - 유내해

### 각본상
- 매드 디텍티브 - 위가휘 외 1명 수상
- 명장 - 수란 외 7명
- 이모의 포스터모던 라이프 - 이동승 외 3명
- 천공의 눈 - 유내해 외 1명

### 남우주연상
- 명장 - 이연걸 수상
- 매드 디텍티브 - 곽부성
- 명장 - 유덕화
- 매드 디텍티브 - 유청운
- 천공의 눈 - 임달화

### 여우주연상
- 이모의 포스터모던 라이프 - 스친가오와 수상
- 노항정전 - 모순균
- 무간도 IV - 문도 - 장징추
- 방가 - 유약영
- 희왕지왕 - 채탁연

### 남우조연상
- 무간도 IV - 문도 - 유덕화 수상
- 엑소더스 - 장가휘
- 노항정전 - 정중기
- 무간도 IV - 문도 - 고천락
- 이모의 포스터모던 라이프 - 주윤발

### 여우조연상
- 들개 - 소음음 수상
- 노항정전 - 막문위
- 무간도 IV - 문도 - 원영의
- 이모의 포스터모던 라이프 - 자오웨이
- 천공의 눈 - 소미기

### 신인상
- 천공의 눈 - 서자산 수상
- 십분애 - 종가흔
- 무간도 IV - 문도 - 사지동
- 들개 - 문준휘
- Besieged City - Wong Hau Yun

### 촬영상
- 명장 - 황악태 수상
- 엑소더스 - 임지견
- 무간도 IV - 문도 - 강국민
- 이모의 포스터모던 라이프 - 관본량 외 1명
- 매드 디텍티브 - 정조강

### 편집상
- 무간도 IV - 문도 - 궝취렁 수상
- C+ 탐정 - 옥사이드 팽 외 1명
- 명장 - 이동전
- 매드 디텍티브 - 티나 바즈
- 천공의 눈 - 데이비드 M. 리처드슨

### 미술상
- 명장 - 해중문 수상
- C+ 탐정 - Anuson Pinyopotjanee
- 천당구 - 구위명
- 무간도 IV - 문도 - 해중문
- Besieged City - Yank Wong Yan Kwai

### 의상&메이크업상
- 명장 - 해중문 수상
- C+ 탐정 - Surasak Warakitcharoen
- 천당구 - 티미 입
- 이모의 포스터모던 라이프 - Ma Yu Tao
- 매드 디텍티브 - 장세걸

### 무술감독상
- 도화선 - 견자단 수상
- 쌍자신투 - 장다오하이
- 명장 - 정소동
- 남아본색 - 이치총
- 무간도 IV - 문도 - 전가락

### 영화음악상
- 이모의 포스터모던 라이프 - 히사이시 조 수상
- C+ 탐정 - Payont Permsith 외 1명
- 명장 - 진광영
- 무간도 IV - 문도 - 캄 푸이 탓 피터
- 드러머 - Andre Matthias

### 주제가상
- 십분애 - 황단의 수상
- 형제(중국어판) - 진혁신
- 노항정전 - 캄 푸이 탓 피터
- 밍밍 - 황요명 외 1명
- 들개 - 임자상

### 음향효과상
- 명장 - 수니트 아스비니쿨 외 1명 수상
- C+ 탐정 - Wachira Wongsaroj
- 무간도 IV - 문도 - 증경상
- 도화선 - 스티브 버제스 외 1명
- 드러머 - Tu Duu Chih 외 1명

### 시각효과상
- 명장 - 오현휘 외 2명 수상
- C+ 탐정 - Suchada Somasavachai
- 무간도 IV - 문도 - Ho Siu Lun 외 2명
- 매드 디텍티브 - 문소린
- 마술 조롱박의 비밀 - 양위걸 외 3명

### 아시아영화상
- 색, 계 - 이안 수상
- 말할 수 없는 비밀 - 주걸륜
- 태양은 다시 떠오른다 - 강문
- Tokyo Tower : Mom & Me, And Sometimes Dad
- 낙엽귀근 - 장양

### 신인감독상
- 천공의 눈 - 유내해 수상
- 들개 - 곽자건
- 마술남 - 아담 사우핑 웡

### 전업정신상
- 침전하 수상

### 공로상
- 추문회 수상